# ミラン・スタンコヴィッチ
ミラン・スタンコヴィッチ（セルビア語:Милан Станковић / Milan Stanković、1987年9月9日 - ）は、セルビアの歌手である。ノルウェーで開催されるユーロビジョン・ソング・コンテスト2010にセルビア代表として参加し、ゴラン・ブレゴヴィッチ作曲の「Ovo je Balkan」を歌う予定である。
2007年にセルビアの音楽コンテスト「Zvezde Granda」に参加したのが歌手としてのキャリアの始まりであった。2009年5月には初のアルバムとなる『Solo』が発売され、5万枚を売り上げるヒットとなった。
2010年、ユーロビジョン・ソング・コンテスト2010のセルビア代表を目指して、セルビア国営放送による選考に参加し、3月13日に行われたセルビア国内選考の決勝戦「Tri pa jedan za Oslo」でゴラン・ブレゴヴィッチ作曲の「Ovo je Balkan」を歌い、視聴者投票によってエミナ・ヤホヴィッチ、オリヴェル・カティッチを下し、セルビア代表の座を射止めた。

## アルバム
- 2009年: Solo（グランド・プロダクション）